# Médio platonismo
O médio platonismo ou platonismo eclético, segundo alguns estudiosos dos séculos XIX e XX, refere-se  à interpretação dada à filosofia de Platão durante os primeiros séculos da era imperial (do século I a.C. ao século II d.C.). O médio-platonismo seria, assim, a forma de platonismo surgida depois da morte de Antíoco de Ascalão, filósofo acadêmico eclético do século I a.C., e cujos desenvolvimentos seguem até o início do século III d.C.
O prefixo "médio" traduzia um certo preconceito em relação ao pensamento filosófico produzido nesse período, considerado, até algumas décadas atrás, como simples fase de transição entre o platonismo cético do período helenístico e o neoplatonismo que floresceria a partir do século III. Mais recentemente, entretanto, a filosofia da era imperial foi reavaliada pelos historiadores da filosofia, que afinal reconheceram a originalidade e especificidade dos pensadores médio platônicos.
O médio platonismo foi a principal fonte a que recorreram os Padres da Igreja para elaborar racionalmente a mensagem religiosa, consubstanciada na Patrística.

## Histórico
A palavra médio encerra um certo preconceito em relação aos pensadores dessa época, que frequentemente foi considerada como simples transição entre o platonismo cético do período helenístico e o neoplatonismo, que se desenvolveu a partir do século III. Há também a posição de estudiosos como Michael Frede, que se recusa a reconhecer a distinção entre  médio platonismo e neoplatonismo, que considera artificial - mais ditada pelas vicissitudes da historiografia moderna do que pelos fatos e pela consciência dos filósofos antigos. Frede sugere retomar o uso do antigo termo "acadêmicos" para designar os membros da escola fundada por Platão até o 86 a.C., quando foi dissolvida, e designar como "platônicos" os filósofos posteriores a Antíoco, que se reconheceram no pensamento de Platão.
Somente nas últimas décadas os historiadores da filosofia começaram a reavaliar a filosofia da era imperial, reconhecendo a originalidade e a especificidade dos pensadores médio platônicos.
A noção de médio platonismo remonta a Karl Praechter, que, em 1909, ao reeditar o primeiro volume, Die Philosophie des Altertums ("Filosofia Antiga"), dos Grundriß der Geschichte der Philosophie ("Fundamentos de História da Filosofia") de Friedrich Ueberweg, introduziu o termo e a cronologia. Segundo Praechter, o médio platonismo começa em 87 a.C., com Antíoco de Ascalão, terminando em 244, com o advento do neoplatonismo, com  Plotino. Antíoco foi o mais famoso aluno de Filo de Larissa e rompeu totalmente com o ensinamento dos predecessores e com a Academia de Atenas - à época, liderada por seu mestre - fundando uma nova escola no  Egito, e dando ao platonismo uma interpretação que tendia a transformá-lo em um sistema dogmático com muitos pontos de contato com o estoicismo.
Outros, porém, como John M. Dillon, consideram que o fundador do médio platonismo tenha sido Eudoro de Alexandria (40 a.C.), um dissidente da Média Academia, que introduziu na sua filosofia muitos elementos retirados do pitagorismo e do neopitagorismo, sobretudo no que diz respeito à sua concepção do cosmo metafísico.
Praechter aponta duas características principais do médio platonismo:
- o ecletismo (harmonização e assimilação de doutrinas não platônicas);
- a ortodoxia (defesa da identidade do platonismo).

Outros apontam  características diferentes : o monismo do Uno, sobretudo, por oposição às tendências dualistas do último Platão ou dos platônicos.
Importante também para o movimento médio-platônico foram os movimentos gnósticos, em especial o Valentianismo e o Setianismo, assim como Corpus Hermeticum. 

## Filosofia
Os médio-platônicos tentam acomodar as concepções de Platão à terminologia de Aristóteles. Há também uma tendência a pitagorizar Platão, representada por Eudoro de Alexandria, Moderato de Cádis (c. 90), Numênio de Apameia, Nicômaco de Gérasa, Anatólio de Laodiceia (c. 270), Jâmblico, o jovem Proclo (em seu Comentário do Timeu, em 439), Simplício de Cilícia, em seu Comentário da 'Metafísica de Aristóteles' (c. 535).
Segundo Marco Zambon, os estudiosos apontam os seguintes traços característicos das diversas linhas do médio platonismo:
- ausência de elementos propriamente plotinianos (Plotino distingue o Ser do Uno, enquanto o jovem Porfírio não o faz )
- identificação do primeiro princípio transcendente com o Ser (característica presente em Numênio, Plutarco, Porfírio)
- distinção de dois intelectos no deus demiurgo: um paradigmático (Deus pai, voltado à contemplação das coisas inteligíveis) e o outro criador (deus voltado à produção do cosmo sensível )
- definição do filósofo platônico não mais como um discípulo de Platão ou um membro da Academia de Platão, mas como aderente a uma doutrina exposta por Platão, interpretada como revelação divina.
- o esforço de harmonizar Aristóteles com Platão
- finalidade prática da filosofia não é a erudição mas a  assimilação a Deus
- os comentários dos diálogos platônicos, a doxografia, as introduções e breviários da doutrina de Platão são formas literárias típicas do período imperial, ou seja, do médio platonismo.
- a doutrina dos três princípios do Timeu (27c-29d): o paradigma, o demiurgo (segundo deus), a matéria.
- numerosas tríades : primeiro Deus (transcendente) / Alma do mundo (Hecate) / segundo deus (demiurgo), ser/intelectot/vida, pai/potência/ intelecto, etc.
- doutrina da transcendência do primeiro deus, estruturação hierárquica da realidade
- tendência ao 'enciclopedismo.